# 奧爾洛韋齊 (戈羅季謝區)
49°14′12″N 31°35′18″E / 49.23667°N 31.58833°E
奧爾洛韋茨（烏克蘭語：Орловець）是位於烏克蘭中部的村莊，由切爾卡瑟州切爾卡瑟區的霍羅迪謝市鎮負責管轄。該村面積80.89平方公里，海拔高度115米，2001年該城鎮人口2,260。